# Entre deux chaises
Entre deux chaises (He Who Hesitates dans l'édition originale américaine) est un roman policier américain de Ed McBain, nom de plume de Salvatore Lombino, publié en 1965. C’est le dix-neuvième titre de la série policière du 87e District.

## Résumé
Il fait froid et il neige en ce 13 février. Roger veut se rendre aux locaux de la police du 87e District pour faire une déposition, mais il hésite. Il suit Steve Carella, un des détectives, sans oser l'aborder. 
Roger est un bon gars de la campagne, pas compliqué, vraiment candide, mais néanmoins un peu étrange. En ville, il tente de vendre les produits en bois que contient son pick-up. Mais depuis quelque temps, il se met à raconter d'étranges choses à son frère, à sa mère quelque peu dominante, à une gentille vendeuse dans un magasin, et même à un homosexuel qu'il croise dans un parc sans comprendre qu'il se fait draguer. 
À Cotton Hawes et Hall Willis, des flics du 87e District venus interroger les locataires de son immeuble au sujet du vol d'un vieux frigo, Roger est certes apparu un peu singulier quand il leur a affirmé avoir étouffé un rat à mains nues. 
Et si ce que Roger avait à raconter concernait la douce Amélie au moment où il l'a eue entre ses mains ?

## Éditions
Édition originale en anglais
- (en) Ed McBain, He Who Hesitates, New York, Simon and Schuster, 1965

Éditions françaises
- (fr) Ed McBain (auteur) et Jane Filion (traducteur), Entre deux chaises [« He Who Hesitates »], Paris, Gallimard, coll. « Série noire no 994 », 1965, 191 p. (BNF 33046863)
- (fr) Ed McBain (auteur) et Jane Filion (traducteur) (trad. de l'anglais), Entre deux chaises [« He Who Hesitates »], Paris, Gallimard, coll. « Carré noir no 453 », 1982, 185 p. (ISBN 2-07-043453-2, BNF 34734503)
- (fr) Ed McBain (auteur) et Jane Filion (traducteur) (trad. de l'anglais), Entre deux chaises [« He Who Hesitates »], Paris, Gallimard, coll. « Série noire no 994 », 1996, 215 p. (ISBN 2-07-049454-3, BNF 35815969)
  - Traduction revue et complétée.
- (fr) Ed McBain (auteur) et Jane Filion (traducteur) (trad. de l'anglais), Entre deux chaises [« He Who Hesitates »], Dans 87e District, volume 3, Paris, Éditions Omnibus, 1999, 1014 p. (ISBN 2-258-05246-7, BNF 37179951)
  - Ce volume omnibus contient les romans On suicide, Les Heures creuses, Dix plus un, La Hache, Entre deux chaises, Cause toujours, ma poupée ! et 80 millions de voyeurs.

## Sources
- Jean Tulard, Dictionnaire du roman policier : 1841-2005. Auteurs, personnages, œuvres, thèmes, collections, éditeurs, Paris, Fayard, 2005, 768 p. (ISBN 978-2-915793-51-2, OCLC 62533410), p. 599 (Notice 87e District).